# قاسم جي
قاسم غرايبة (10 أكتوبر 1983 - ) المعروف باسمه الفني قاسم جي "KassemG" هو ممثل وكوميدي أمريكي، معروف بقناته على موقع اليوتيوب اسمها "KassemG" وتحتوي على المئات من الفيديوهات وأشهرها سلسلة فيديوهات كاليفورنيا على "California On" و النزول عميقا "Going Deep"، حتى شهر فبراير 2013 حصل قاسم جي على أكثر من 2.1 مليون مشترك و 335 مليون مشاهدة على قناته، ولديه أيضا قناة ثانوية على نفس الموقع تسمى ٌ"KassemGtwo" ولديها نصف مليون مشترك

## النشأة
وُلد قاسم جي في عمّان لأب أردني وأم مصرية. عاش لفترة قصيرة في السعودية ثم انتقل بعمر الرابعة إلى فلوريدا في الولايات المتحدة الأمريكية. نشأ في مقاطعة فينتورا، كاليفورنيا.

## حياته المهنية
كان يعمل قاسم جي في الكوميديا الارتجالية في عطلة نهاية الاسبوع، ثم التقى بمؤسسي مايكر ستوديوز "Maker Studios" الذين ساعدوه في عمل الفيديوهات على اليوتيوب، في يونيو 2011 و فبراير 2012 قام بتأدية حلقتين في سلسلة الفيديوهات المشهورة على اليوتيوب يساوي ثلاثة "Equals Three" من إنشاء ري ويليام جونسون ٍ"Ray William Johnson" حيث ساعد هذا على زيادة المشاهدات لديه

## أنظر أيضا
- جاك داغلس

## وصلات خارجية
- قاسم جي على موقع IMDb (الإنجليزية)
- قاسم جي على موقع روتن توميتوز (الإنجليزية)
- قاسم جي على موقع ميوزك برينز (الإنجليزية)
- قاسم جي على موقع أول موفي (الإنجليزية)
- قاسم جي على موقع قاعدة بيانات الفيلم (الإنجليزية)
- قاسم جي على موقع كينوبويسك (الروسية)